# Jean Guillaume Bruguière

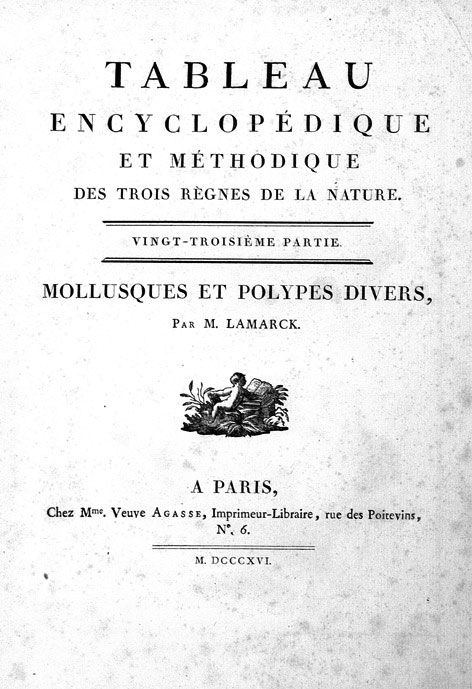
cubierta del libro "Tableau Encyclopédique et Methodique des Trois Règnes de la Nature"

Jean Guillaume Bruguière ( 1749 o 1750 - 3 de octubre de 1798) fue un médico, zoólogo, botánico, y diplomático francés.
Bruguière nació en Montpellier. Fue doctor, conectado con la Universidad de Montpellier. Se interesó en invertebrados, especialmente en caracoles.
Acompañó al explorador Kerguelen-Trémarec en su primer viaje a la Antártida en 1773. En 1790 acompañará al entomólogo y naturalista Olivier (1756-1814) en una expedición a Persia, pero al empeorar su salud no pudo continuar. En 1792, aunque enfermo, visita el archipiélago greco y el Oriente Medio, otra vez con Guillaume-Antoine Olivier. Desarrolló actividades diplomáticas encomendadas por el Directoire para realizar una Alianza Franco-Persa, pero fue infructuoso, y fallece en el viaje de retorno.
Describió varias taxas en su texto Tableau Encyclopédique et Méthodique des trois Règnes de la Nature: vers, coquilles, mollusques et polypes divers) que apareció en tres volúmenes en 1827, mucho después de su deceso.
También escribió Histoire Naturelle des Vers. Vol. 1 (1792) pero se detuvo en la letra "C". Christian Hee Hwass continuó su obra y la desarrolló.
Fallece en octubre de 1798 (y no en 1799, como se menciona en algunas fuentes; por discrepancias con el calendario francés revolucionario).
Se interesó mayormente en moluscos e invertebrados, como se muestra en la siguiente lista de taxa:

## Autoridad
Géneros
- Anodontites Bruguière, 1792 (molusco)
- Cerithium  Bruguière, 1789 (molusco)
- Cerithium subg. Cerithium Bruguière, 1789 (molusco)
- Corbula Bruguière, 1792 (molusco)
- Lima Bruguière, 1797 (molusco)
- Lingula  Bruguière, 1791 (braquiopodo)
- Lucina Bruguière, 1797 (molusco)
- Oliva Bruguière, 1789 (molusco)
- Orthoceras Bruguière, 1789 (molusco)
- Ovula Bruguière, 1789 (molusco)
- Terebra Bruguière, 1789 (molusco)

Especies
- Acanthopleura spinosa (Bruguière, 1792) (molusco)
- Anadara ovalis Bruguière, 1789 (molusco)
- Anodontites crispata Bruguière, 1792 (molusco)
- Arca imbricata Bruguière, 1789 (molusco)
- Balanus crenatus Bruguière (crustace)
- Balanus perforatus Bruguière (crustacea)
- Batillaria zonalis Bruguière, 1792 (molusco)
- Beroe ovata Bruguière, 1789 (Ctenophora)
- Bulla striata Bruguière, 1789 (molusco)
- Bullia miran Bruguière, 1789 (molusco)
- Cardita ajar Bruguière, 1792 (molusco)
- Cardium ringens Bruguière, 1789 (molusco)
- Cassidula aurisfelis Bruguière, 1789 (molusco)
- Cerithium eburneum Bruguière, 1792 (molusco)
- Cerithium vulgatum Bruguière (molusco)
- Chaetopleura spinosa Bruguière, 1792 (molusco)
- Concholepas concholepas Bruguière, 1792 (molusco)
- Chondrina avenacea Bruguière, 1792 (molusco)
- Conus arenatus Hwass in Bruguière, 1792 (molusco)
- Conus catus Hwass in Bruguière, 1792 (molusco)
- Conus gubernator Hwass in Bruguière, 1792 (molusco)
- Conus pulcher siamensis Hwass in Bruguière,1792 (molusco)
- Diplodon granosus Bruguière, 1792 (molusco)
- Gourmya vulgata Bruguière, 1789 (molusco)
- Lingula anatina Lamarck, 1801 (braquiopodo)
- Micromelo undata Bruguière, 1792 (molusco)
- Partula otaheitana Bruguière, 1792 (molusco)
- Perrona nifat Bruguière, 1792 (molusco)
- Placenta placuna Bruguière, 1792 (molusco)
- Retusa truncatula Bruguière, 1792 (molusco)
- Scapharca inaequivalvis Bruguière (molusco)
- Serripes groenlandicus Bruguière, 1789 (molusco)
- Solatopupa similis Bruguière, 1792 (molusco)
- Sphyradium doliolum Bruguière, 1792 (molusco)
- Subulina octona Bruguière, 1792 (molusco)
- Terebralia sulcata Bruguière, 1792 (molusco)

## Honores

### Epónimos
Género
- Bruguiera (árboles de manglares de la familia Rhizophoraceae) fue nombrada por Jean-B. Lamarck en su honor.

Especies
- (Apiaceae) Oliveria bruguieri Jaub. & Spach[1]

- (Aristolochiaceae) Aristolochia bruguieri Jaub. & Spach[2]

- (Fabaceae) Astragalus bruguieri Boiss.[3]

- (Fabaceae) Tragacantha bruguieri Kuntze[4]

- (Lamiaceae) Phlomis bruguieri Desf.[5]

- (Rubiaceae) Gaillonia bruguieri A.Rich. ex DC.[6]

- (Rubiaceae) Plocama bruguieri (A.Rich. ex DC.) M.Backlund & Thulin[7]

- (Sterculiaceae) Glossostemon bruguieri Desf.[8]

- (Zygophyllaceae) Fagonia bruguieri DC.[9]

## Abreviatura (zoología)
La abreviatura Bruguière  se emplea para indicar a Jean Guillaume Bruguière como autoridad en la descripción y taxonomía en zoología.